# 汎甲殻類
汎甲殻類（はん こうかくるい、Pancrustacea）、または八分錘類（Tetraconata）は、節足動物のうち甲殻類（カニとエビ・フジツボ・ミジンコなど）と六脚類（昆虫・トビムシなど）が併せて単系統群になるという説に基づいて提唱された、2つのグループの全種を含む分類群である。この立場は、多足類（ムカデ・ヤスデなど）のほうが六脚類に近縁で、甲殻類をそれより遠縁とする無角類（Atelocerata、または気門類 Tracheata、単肢類 Uniramia）仮説と対立する。2010年代現在、汎甲殻類仮説のほうが主流で、全ての分子系統解析によって支持されている。
汎甲殻類の内部構成として、ほとんどの場合は単系統群の六脚類が側系統群の甲殻類から分岐しているとされる。従ってこの分類群は、汎甲殻類の代わりに広義の甲殻類として用いられる場合もある。一般的でないが、前述の用法を踏まえて、甲殻類=汎甲殻類を亜門とし、通常では亜門とされる六脚類を綱（六脚綱）とする見解もある。

## 名称
汎甲殻類は、構成種の多くの複眼は個眼が四角く、硝子体が八分割されることから八分錘類（Tetraconata）と呼ばれることもある。汎（Pan-）の付く名前はクラウングループとそのステムグループを合わせた分類群を指して用いられるので、混乱を避けるために八分錘類の語がよいとする研究者もいる。

## 構成
汎甲殻類の単系統性は、細胞核のリボソームRNA遺伝子、ミトコンドリアのリボソームRNA遺伝子、タンパク質をコードする遺伝子の比較による、複数の分子系統解析によって支持されている。そのうち多くの研究は同時に、甲殻類は六脚類に対して側系統群となること、すなわち昆虫を含めて六脚類は甲殻類から進化したことも支持している。そしてこれらの解析結果に伴い、かつて多くの甲殻類をまとめた顎脚類（Maxillopoda）は多系統群であることも判明した。
汎甲殻類仮説を支持する証拠は分子系統解学のみならず、神経系などの内部形態からも得られている。神経解剖学などの形態学的証拠には個眼の構造、神経芽細胞の存在、パイオニアニューロンによる軸索形成がある。
なお、汎甲殻類の単系統性と甲殻類の六脚類に対する側系統性が有力視されるものの、その内部構成、特に貧甲殻類以外の汎甲殻類（Altocrustacea）の内部系統については、主に分子系統解析によって様々な系統仮説が提唱されており、以下の例が挙げられる（六脚類を含んだ系統仮説は「*」で記す）：
貧甲殻類 Oligostraca
Zrzavý, Hypša & Vlášková (1997) によって創設され、貝虫類・ヒゲエビ類・鰓尾類・シタムシ類からなる。Ohtsuka & Tanaka (2020) に上綱とされる。
ウオヤドリエビ類 Ichthyostraca
Zrzavý, Hypša & Vlášková (1997) によって創設され、鰓尾類とシタムシ類からなる。通常では綱とされる。
Altocrustacea *
Regier et al. (2010) によって創設され、貧甲殻類以外の汎甲殻類（軟甲類・カイアシ類・鞘甲類・カシラエビ類・鰓脚類・ムカデエビ類・六脚類）からなる。
真甲殻類 Vericrustacea
Regier et al. (2010) によって創設され、鰓脚類・軟甲類・カイアシ類・鞘甲類からなる。Ohtsuka & Tanaka (2020) に上綱とされる。
異エビ類 Allotriocarida（カシラエビ類・鰓脚類・ムカデエビ類・六脚類）、Athalassocarida（鰓脚類・ムカデエビ類・六脚類）と対立する。
多甲殻類 Multicrustacea
Regier et al. (2010) によって創設され、軟甲類・カイアシ類・鞘甲類からなる。Ohtsuka & Tanaka (2020) に上綱とされる。
共甲類 Communostraca
Regier et al. (2010) によって創設され、軟甲類と鞘甲類からなる。Ohtsuka & Tanaka (2020) に綱とされる。
六幼生類 Hexanauplia（鞘甲類・カイアシ類）と対立する。
Miracrustacea *
Regier et al. (2010) によって創設され、カシラエビ類・ムカデエビ類・六脚類からなる。
Athalassocarida（鰓脚類・ムカデエビ類・六脚類）と対立する。
奇エビ類 Xenocarida
Regier et al. (2010) によって創設され、カシラエビ類とムカデエビ類からなる。Ohtsuka & Tanaka (2020) に上綱とされる。
Labiocarida（ムカデエビ類・六脚類）と対立する。
六幼生類（六齢ノープリウス類） Hexanauplia
Oakley et al. (2013) によって創設され、カイアシ類と鞘甲類からなる。
共甲類 Communostraca（軟甲類・鞘甲類）と対立す。
6つのノープリウス幼生期を持つことが共有形質とされる。通常では綱とされる。
異エビ類 Allotriocarida *
Oakley et al. (2013) によって創設され、カシラエビ類・鰓脚類・ムカデエビ類・六脚類からなる。
真甲殻類 Vericrustacea（鰓脚類・軟甲類・カイアシ類・鞘甲類）と対立す。
大顎は少なくとも成体で大顎髭（mandibular palp）を欠くことが共有形質である可能性がある。Ohtsuka & Tanaka (2020) に上綱とされる。
Labiocarida *
Schwentner et al. (2017) によって創設され、ムカデエビ類と六脚類からなる。
奇エビ類 Xenocarida（カシラエビ類・ムカデエビ類）と対立す。
下唇（labium）のように機能する第2小顎が共有形質とされる。
Athalassocarida *
Lozano-Fernandez et al., (2019) によって創設され、鰓脚類・ムカデエビ類・六脚類からなる。
真甲殻類 Vericrustacea（鰓脚類・軟甲類・カイアシ類・鞘甲類）、Miracrustacea（カシラエビ類・ムカデエビ類・六脚類）と対立する。
海産種はなく、あっても陸や陸水から二次的に海に進出した種であることが共有形質とされる。
上記の他にも、鰓脚類+六脚類、およびカイアシ類+軟甲類という命名されていない系統仮説がある。
2019年現在、貧甲殻類・ウオヤドリエビ類・Altocrustacea・多甲殻類は広く認められ、異エビ類・Athalassocarida・Labiocarida も徐々に有力視される向きがある。六幼生類は相対的に議論の余地があり、真甲殻類・共甲類・Miracrustacea・奇エビ類・六脚類+鰓脚類・カイアシ類+軟甲類は2013年以降の多くの解析結果に否定的とされる。
すなわち、汎甲殻類の中で貧甲殻類（貝虫類+ヒゲエビ類+鰓尾類+シタムシ類）は最初に分岐し、残りの群 Altocrustacea は更に多甲殻類（軟甲類+カイアシ類+鞘甲類）と異エビ類（カシラエビ類+鰓脚類+ムカデエビ類+六脚類）で大別されており、そのうちムカデエビは六脚類に最も近縁の甲殻類であると考えられる。
ヒメヤドリエビ類については、汎甲殻類全体の分子系統解析で往々にして対象に含まれていないが、鞘甲類との類縁関係を支持し、その内部系統に含まれる可能性を示唆する研究がある。